# Powiat Nishimorokata
Powiat Nishimorokata (jap. 西諸県郡 Nishimorokata-gun) – powiat w Japonii, w prefekturze Miyazaki. W 2024 roku liczył 8169 mieszkańców.

## Miejscowości
- Takaharu